# Sapiehové

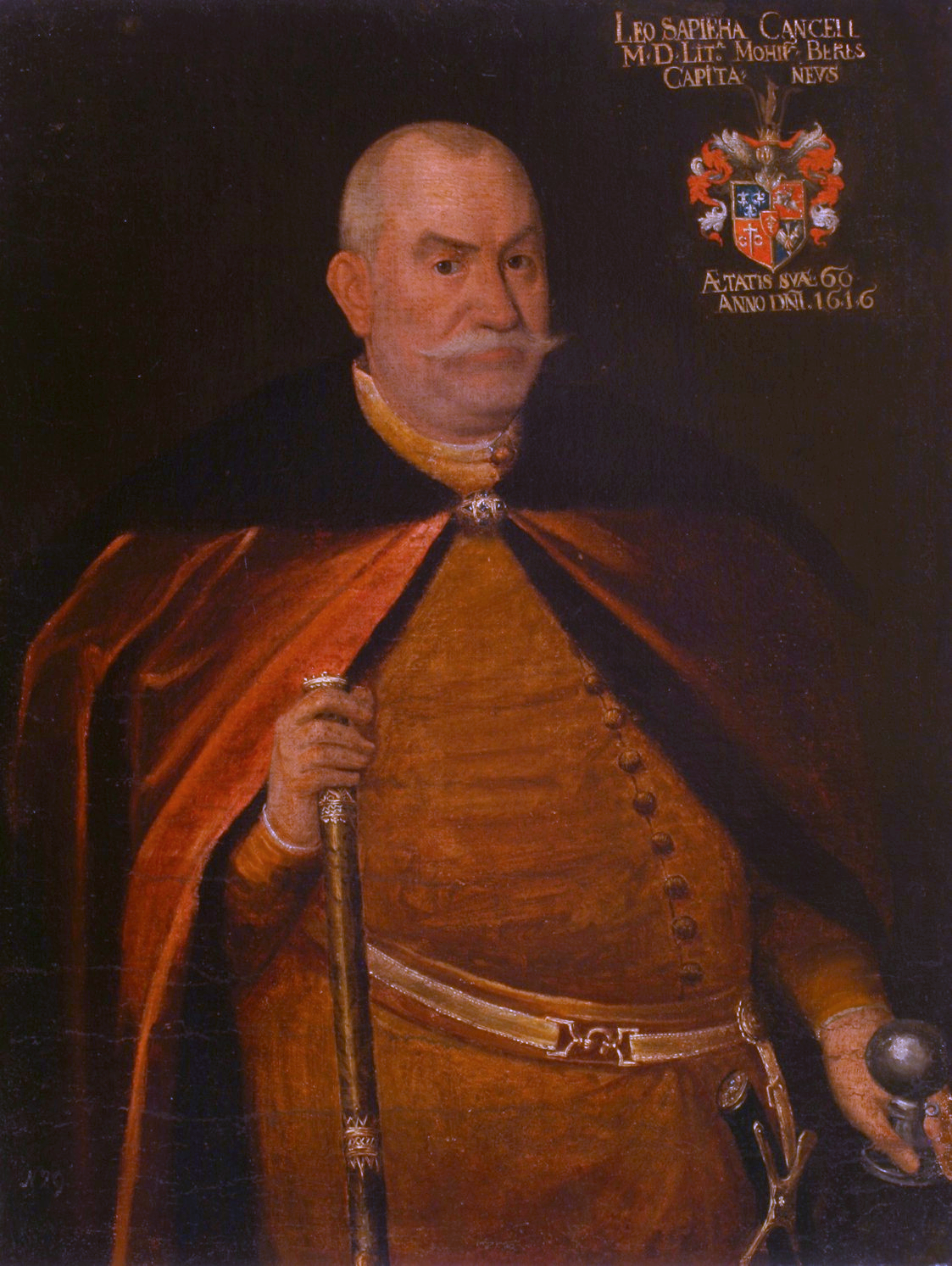
Lev Sapieha, významný člen rodiny

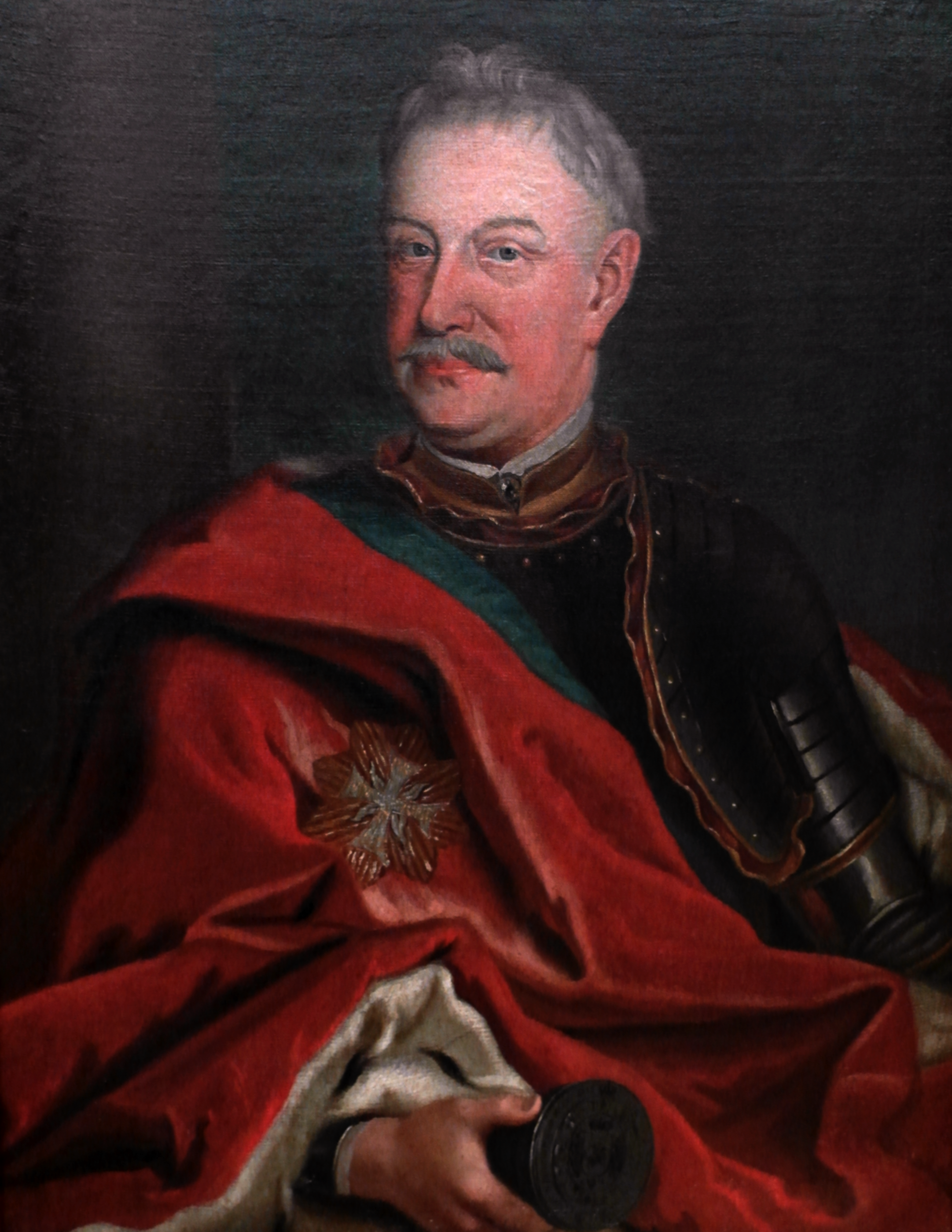
Jan Fryderyk Sapieha

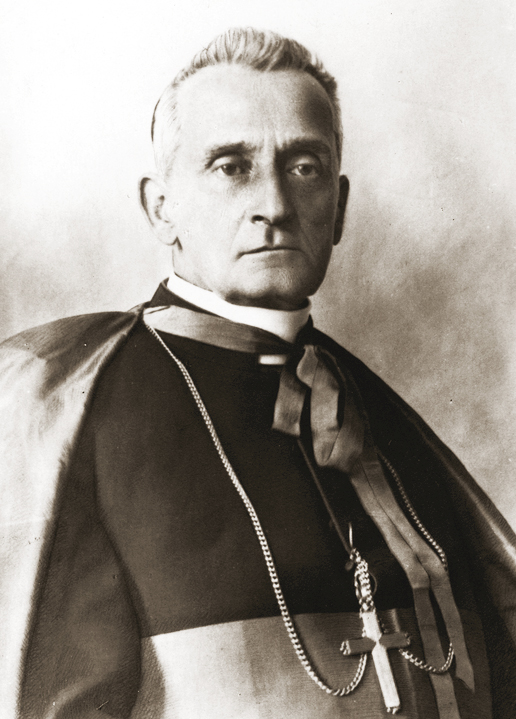
Adam Stefan Sapieha, krakovský arcibiskup a kardinál

Sapiehové (bělorusky: Сапега; litevsky: Sapiega) je příjmení polské knížecí (velmožské) rodiny litevského a rusínského původu pocházející ze středověkých bojarů ze Smolenska. Rodina získala velký vliv a bohatství v Polsko-litevské unii v 16. století.

## Historie
Pokud jde o původ rodiny Sapieha, první potvrzené zmínky se datují do 15. století, když byl Semjon Sopiha (bělorusky: Сямён Сапега) zmíněn jako spisovatel (písař), tehdejšího krále Polska a velkovévody Litevského velkoknížectví, Kazimíra IV. Jagellonského (polsky: Kazimierz IV Jagiellończyk) v letech 1441-1449. Semjon měl dva syny, Bohdana a Ivana.
Tvůrcem rodinného bohatství a moci Sapiehů byl soudce a velký kancléř, litevský velký hetman, Lev Sapieha.
Dne 14. září 1700 získal Michał Franciszek Sapieha od císaře Leopolda I. knížecí titul, který však zanikl jeho smrtí 19. listopadu 1700. V témže roce rodina ztratila své dominantní postavení ve velkovévodství v důsledku své porážky v litevské občanské válce. V roce 1768 získali členové rodiny Sapieha uznání knížecího titulu polským Sejmem. Po rozdělení Polska se rodinné jméno v roce 1824 objevilo na seznamu osob oprávněných nositelů titulu knížat polského království. Titul byl uznán v Rakousku v roce 1836 a 1840, a v Rusku v roce 1874 a 1901. V roce 1905 rodina získala v Rakousku predikát Jasnost.
Babička z matčiny strany belgické královny Mathildy Belgické pochází z rodu Sapieha.

## Heraldika
Rodina Sapieha používá polský erb s liščím motivem.

Liščí erb
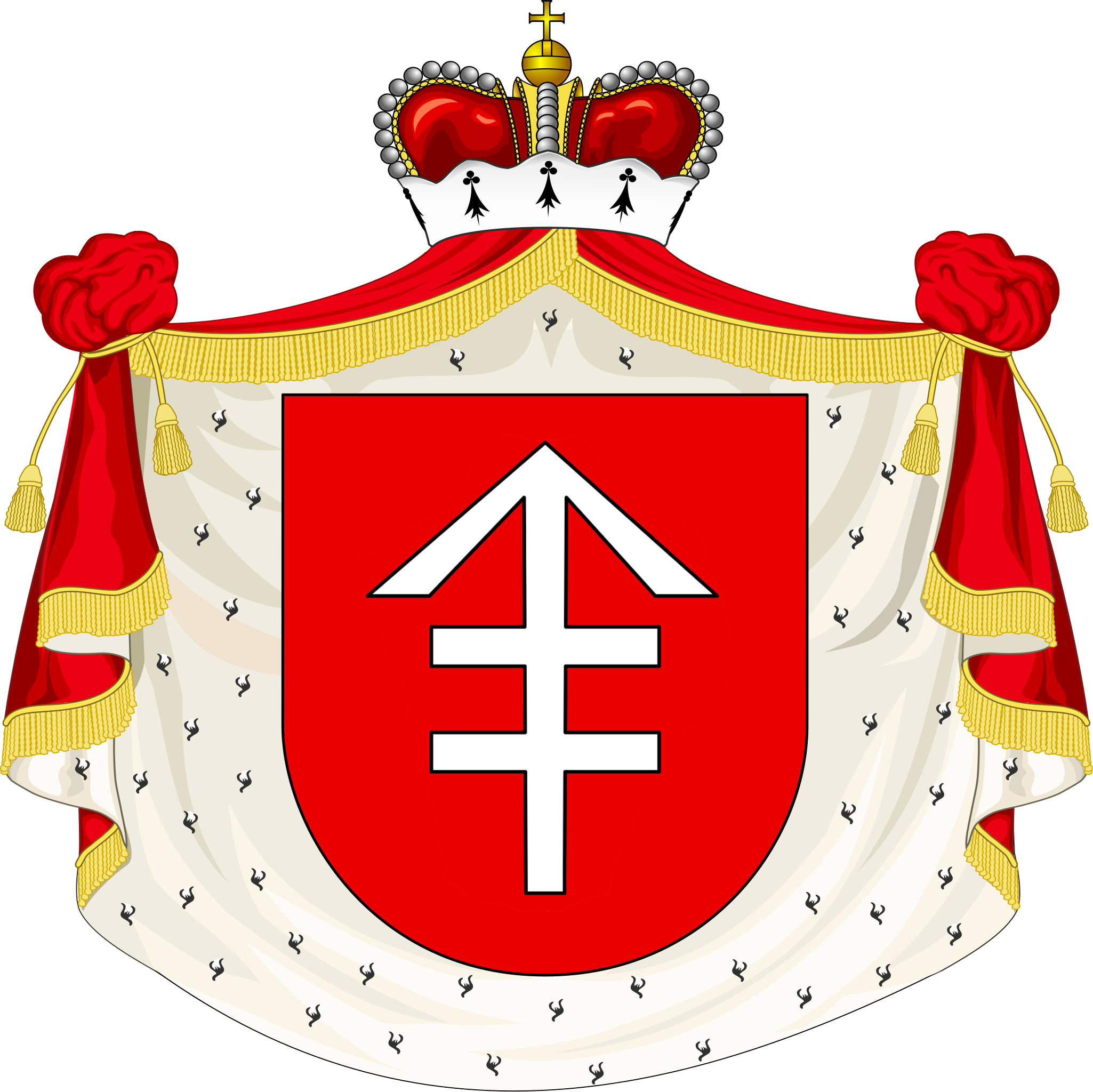
Původní erb knížat Sapieha
Pozdější erb knížat Sapieha (1858–1859)

## Významní členové rodu
- Andrzej Sapieha (1539–1621)
- Lew Sapieha (1557–1633)
- Paweł Stefan Sapieha (1565–1635)
- Jan Piotr Sapieha (1569–1611)
- Mikołaj Sapieha (1581–1644)
- Mikołaj Sapieha (1588–1638)
- Jan Stanisław Sapieha (1589–1635)
- Tomasz Sapieha (1598–1646)
- Fryderyk Sapieha (1599–1650)
- Kazimierz Lew Sapieha (1607–1656)
- Paweł Jan Sapieha (1609–1665)
- Mikołaj Krzysztof Sapieha (1613–1639)
- Jan Kazimierz Sapieha mladší, (ca 1642–1720)
- Michał Franciszek Sapieha (1670–1700)
- Jan Kazimierz Sapieha starší (?–1730)
- Jan Fryderyk Sapieha (1680–1751)
- Teresa Sapieha (zemřela asi 1784), žena Hieronima Floriana Radziwiłła a Joachima Karola Potockého
- Aleksander Michał Sapieha (1730–1793)
- Kazimierz Nestor Sapieha (1757–1798)
- Franciszek Sapieha (1772–1829)
- Eustachy Kajetan Sapieha (1797–1860)
- Anna Zofia Sapieha (1799–1864), žena Adama Jerzyho Czartoryského
- Leon Sapieha (1803–1878)
- Władysław Leon Sapieha (1853–1920)
- Paweł Sapieha (1860–1934)
- Adam Stefan Sapieha (1867–1951)
- Eustachy Sapieha (1881–1963)
- Leon Aleksander Sapieha (1883–1944)
- Józef Sapieha
- Aleksander Sapieha (1888–1976), letec
- Adam Zygmunt Sapieha (1892–1970), kavalerista, letec
- Andrzej Józef Sapieha (1894–1945)
- Stanisław Sapieha (1896–1919)
- Paweł Maria Sapieha (1900–1987)
- Jan Andrzej Sapieha (1910–1989)
- Maria Sapieha (1910–2009), sociální aktivista
- Lew Jerzy Sapieha (1913–1990), básník, spisovatel
- Leon Roman Sapieha (1915–1940), pilot polského letectva za II. světové války
- Eustachy Seweryn Sapieha (1916–2004), lovec, historik rodu Sapieha
- Zofia Maria Sapieha (1919–1997), prababička královny Mathildy Belgické
- Karol Władysław Sapieha (1920–1941), pilot polského letectva za II. světové války
- Róża Maria Sapieha (1921–1944)
- Paola Maria de Bourbon-Orléans Braganza and Sapieha (1983), kněžna Sapieha-Rozanski a kněžna Swiatopolk-Czetwertynski
- Jan Pavel Sapieha-Rozanski (1935) kníže Sapieha-Rozanski